# Steninae
Die Steninae sind eine Unterfamilie der Kurzflügler (Staphylinidae), die lediglich die beiden Gattungen Stenus und Dianous umfasst.

## Körperbau und Lebensweise
Die Steninae weisen den für die meisten Staphylinidae typischen schlanken Körperbau mit kurzen Elytren
und einem ungeschützten, dafür jedoch sehr beweglichem Abdomen auf. Dieser Habitus verleiht den Tieren die Fähigkeit zur Erschließung von Lückensystemen als Lebensraum und ermöglicht so die Besetzung neuer Nischen. Um den Nachteil eines ungeschützten Abdomens ausgleichen zu können, besitzen die Steninae, wie auch viele andere Staphylinidae, abdominale Wehrdrüsen, welche potente chemische Abwehrstoffe
produzieren.
Eine Besonderheit der Imagines der Gattung Stenus ist ein modifiziertes Labrum, das ähnlich wie eine Chamäleonzunge zum Beutefang eingesetzt wird. Bei Dianous fehlt diese Entwicklung.
Zu finden sind die Tiere an den Ufern stehender und fließender Gewässer, in Feuchtwiesen, Mooren, sowie in Komposthaufen und Genist.

## Arten (Auswahl)
- Dianous
  - Dianous coerulescens
- Stenus
  - Stenus biguttatus
  - Stenus clavicornis
  - Stenus comma
  - Stenus bipunctatus
  - Stenus longipes
  - Stenus guttula
  - Stenus maculiger
  - Stenus fossulatus
  - Stenus boops